# Anthaxia eulioxa
Anthaxia eulioxa es una especie de escarabajo del género Anthaxia, familia Buprestidae. Fue descrita científicamente por Obenberger en 1931.